# Het Zwarte Kalf
Het Zwarte Kalf is een weidemolen in de Kalverpolder, achter molen de Kat nabij de Zaanse Schans in de Nederlandse gemeente Zaanstad. Hij verving een eerdere weidemolen, genaamd "Het Kalf".
Het molentje is uitgerust met een waaierpomp. In 2006 is Het Zwarte Kalf tijdens een storm zwaar beschadigd. In 2009 wordt de molen weer gerestaureerd. De molen heeft de status gemeentelijk monument.

## Versiering
Naambordje achter tussen de daklijsten met de opschriften "het Swarte Calf" "anno 2005"
Oliemolens:
De Bonte Hen ·
De Os ·
De Ooijevaar ·
Het Pink ·
De Zoeker

Zaagmolens:
De Gekroonde Poelenburg ·
De Held Jozua ·
Het Jonge Schaap ·
Het Klaverblad

Overige typen:
De Bleeke Dood ·
De Huisman ·
De Kat ·
Het Prinsenhof ·
Herkules ·
De Schoolmeester ·
De Koker

Kleine molens:
De Jonge Dirk ·
Kaatmolen ·
De Kroosduiker ·
Het Zwarte Kalf ·
De Hadel ·
De Windhond ·
De Windjager ·
De Zwaan

Overig:
Molenmuseum ·
Zaanse Schans ·
Vereniging De Zaansche Molen